# Мальсагов, Заурбек Куразович
Заурбе́к Кура́зович Мальса́гов (ингуш. Малсаганаькъан Кураза Зоврбик; 3 [15] июня 1894 — Темир-Хан-Шура, Дагестанская область — 14 мая 1935, Грозный, Чечено-Ингушская АО) — ингушский советский языковед, писатель-драматург, этнограф, просветитель. Народный комиссар просвещения Горской АССР (1923). Директор сначала Ингушского НИИ краеведения (1930/1931—1934), затем Чечено-Ингушского НИИ истории, языка и литературы (1934—1935).
В 1921 году Мальсагов создал ингушский алфавит на латинице. На её основе он выпустил в 1923 году газету «Сердало», первым редактором которой являлся до 1926 года. В 1930 году выпустился из Ленинградского госуниверситета. В 1920—1930-х годах Мальсагов участвовал в проведении советской языковой политики по образованию «единого чечено-ингушского языка». Тогда же ввёл совместно с Н. Ф. Яковлевым в научный оборот термины «нахский язык» и «вейнахский народ». Написал ряд научных работ по языкознанию, фольклористике и литературоведению, которые являлись первыми по своему опыту в данных областях. Являлся основоположником научного исследования нахских языков.
Мальсагов пробовал себя в художественной литературе. Он написал две пьесы на ингушском языке — «Похищение девушки» (1923) и «Месть» (1927), которые заложили основы ингушского национального театра. Считается первым национальным драматургом ингушей. Занимался переводом на ингушский язык поэзии М. Ю. Лермонтова. Как литературный критик писал рецензии на произведения ингушских писателей.
Как просветитель Мальсагов участвовал в ликвидации безграмотности в Ингушетии. При его активном участии были открыты школы в Ингушетии и основано Ингушское литературное общество (1924), первым председателем которого был он. За короткое время общество сплотило весь культурный цвет Ингушетии и смогло пробудить среди большого количества населения Ингушетии интерес к родной письменности.

## Биография
Родился 3 [15] июня 1894 года в Темир-Хан-Шуре Дагестанской области в семье Кураза Мальсагова — полковника царской армии. Окончил среднюю школу в городе Благовещенске Амурской области, где проходил свою службу его отец. В августе 1918 года принимал участие в боях с белогвардейцами во Владикавказе, где был дважды ранен.
В 1920 году Мальсагов стал членом РКП(б) и начал работать в системе образования. В 1923 году он был избран членом ревкома и назначен народным комиссаром просвещения Горской АССР. 1 мая 1923 года вышел первый номер ингушской газеты «Сердало», основателем и первым редактором которой был Мальсагов. В 1924 году из Горской АССР были образованы национальные автономные области, после чего Мальсагов был назначен заведующим Ингушским областным отделом народного образования. Работая в отделе, он опубликовал учебники, написал буквари для взрослых и детей, был составителем задачника по арифметике и нескольких книг для чтения.
В 1926—1930-е годы Мальсагов находился в Ленинграде, где проходил обучение на факультете языкознания и материальной культуры Ленинградского госуниверситета. Там он специализировался по иберийско-кавказской языкознании и арабскому языку. После окончания университета, с 1930 или 1931 года был директором Ингушского научно-исследовательского института краеведения, а затем — после объединения Чеченской и Ингушской областей в 1934 году — директором Чечено-Ингушского НИИ истории, языка и литературы. Одновременно Мальсагов был членом комиссии Академии наук СССР по изучению племенного состава РСФСР, членом-корреспондентом Центрального бюро краеведения и доцентом Северо-Кавказского педагогического института.
Умер 14 мая 1935 года в городе Грозном.

## Научная деятельность
В 1921 году Мальсагов разработал проект ингушского алфавита на основе латиницы. Этот проект был с незначительными изменениями одобрен Наркомпросом Горской АССР, а позже использован в качестве основы при создании чеченской письменности.
В 1920—1930-х годах советские чиновники предлагали искусственно подтолкнуть процесс слияния ингушей и чеченцев. Лидерами этого проекта по объединению двух национальных областей являлись: в Чеченской АО — заведующий ОНО Х. Д. Ошаев, заведующий ОблЗУ Курбанов и заведующий Здравотделом Хамзатов, а в Ингушской АО — интеллигенция Мальсаговых. Последняя стояла в оппозиции ингушскому руководству И. Б. Зязикова, который, как партийный руководитель Ингушетии, выступал резко против объединения с Чечнёй. Д. Д. и З. К. Мальсаговым была поручена задача по унификации ингушского и чеченского алфавита.
Необходимости создания единой графики и литературного языка для чеченцев и ингушей была посвящена опубликованная в «Горском вестнике» статья З. К. Мальсагова «Общечеченская письменность» (1924). Говоря об «общечеченской письменности» он имел ввиду единую письменность, не только «в смысле графики, но и языка», предназначенную для «всех представителей той единой народности, которая известна под двумя главными названиями, чеченцы (noxci) и ингуши (ghalghaj)». В этот же этнический массив автор также относил ауховцев и бацбийцев. Основой тезис его работы заключался в том, что вопросы единой письменности и в целом просвещения необходимо трактовать только в контексте их «общеплеменного, общечеченского значения и применения». Мальсагов считал возмутительной позицию интеллигенции, которая не желала унификации. В связи с этим он писал, что унификация является «… огромн[ой] по своей важности работ[ой], которая должна стать точкой приложения всех ингушско-чеченских культурных сил». По мнению автора, интеллигенция чеченцев и ингушей была обязана решить задачу установления единой графики, согласование диалектических особенностей двух основных наречий чеченцев и ингушей и начать приготовление по «проведению в жизнь того постановления высшего советского органа власти, которая подводит под эту работу столь надёжную и авторитетную базу».
В 1925 году прошла 2-я Краевая конференция по вопросам культуры и просвещения Северо-Кавказского края, в ходе которого был поднят «чеченский вопрос». На конференции говорили о несущественных различиях в общественно-политической жизни Ингушской и Чеченской АО, а также и в языке. Было решено продолжить работу по созданию единого алфавита и дальнейшему переходу чеченской письменности на латиницу. Во Владикавказе были организованы полиграфические курсы, где З. К. Мальсагов и Т. Э. Эльдарханов обучали чеченский алфавит на латинице.
С подачи Москвы прошла VII Ингушская областная партконференция, которая вынесла решение о необходимости создания «единого чечено-ингушского литературного языка» и увязки культурной работы в Чеченской и Ингушской областях. В работе «Культурная работа в Чечне и Ингушетии в связи с унификацией алфавитов» (1928) Мальсагов, считая вайнахов исторически и этнолингвистически едиными, назвал их язык, состоящий по его мнению из наречий ингушского, чеченского и мелхинского — «нахским языком», а территорию, занятую им — «Нахистаном». Унификация чеченского и ингушского алфавитов в будущем, по его мнению, должна была способствовать единой культурно-просветительской и образовательной деятельности вайнахов, стремящихся к строительству своей государственности. Мальсагов подробно изучил эту единую культурно-просветительскую деятельность, указав по степени важности все этапы работы в издательской, школьной и краеведческой сферах. Такие термины как «нахский язык» и «вейнахский народ» и другие были предложены им и профессором Н. Ф. Яковлевым. В дальнейшем, термины были развиты грузинской лингвистической школой и школой Ю. Д. Дешериева.
Д. Д. и З. К. Мальсаговы встречали препятствия на пути проведения языковой политики, несмотря на то, что в 1934 году были объединены Чеченская и Ингушская автономные области. После передачи города Владикавказ, являвшегося административным и культурным центром ингушей, в Северо-Осетинскую АО, и ликвидации Ингушской автономной области, в большинстве своём ингушское население не желало, как пишет исследователь Б. М.-Г. Харсиев, «„перековаться“ в новую общность „вайнах“».

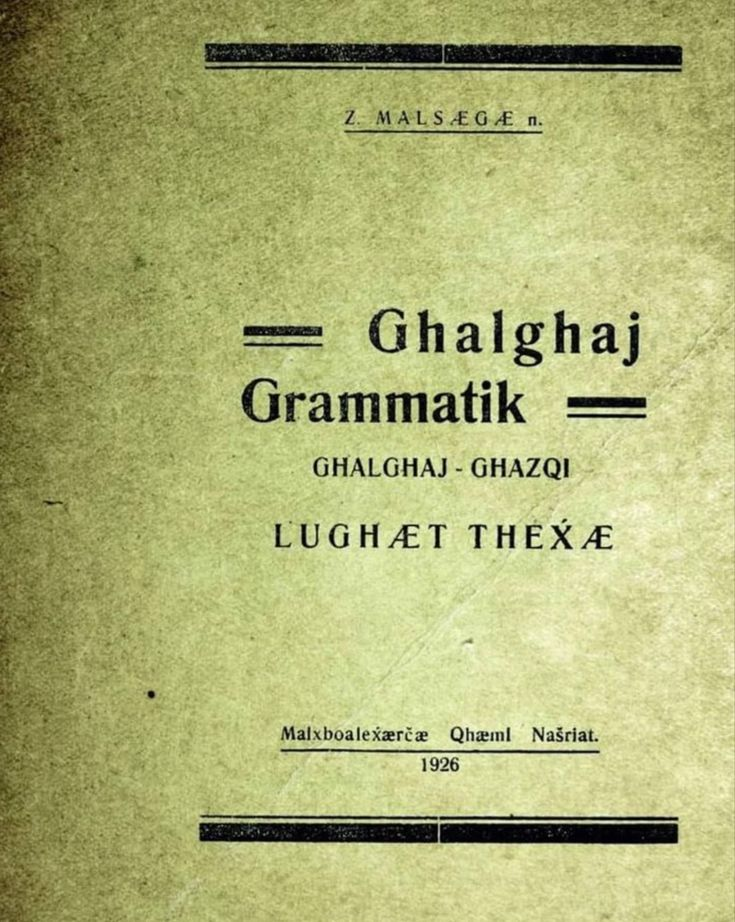
Обложка книги «Ингушская грамматика» (1926, на ингушском).

Работа «Ингушская грамматика» (1925) является первой научной грамматикой ингушского языка, включающей в себя первый ингушско-русский словарь в размере 3500 слов. В 1926 году работа была значительно дополнена и переиздана в ингушском переводе. М. Дж. Яндиева считает её «основополагающей в иберийско-кавказской лингвистике работу», а такие разделы в книге, как «Фонетика», «Глагол», «Имя существительное» и ингушско-русский словарь, актуальными и сегодня. В приложение «Ингушской грамматики» автор включил раздел об ингушских пословицах, записанных им на латинской основе с переводом на русский язык. По мнению Яндиевой, Мальсагов специально подобрал такие пословицы, которые показали бы читателю «органичный и высокодуховный пласт ингушской народной культуры с её могучими нравственно-этическими нормами»: «Учись так, словно никогда не умрешь», «Живи, всегда готовый к смерти», «Красота до полудня, доброта до смерти», «Плохие потомки любят говорить о предках» и т. д.
В работе «К вопросу о классных элементах в нахском языке» (1930) Мальсагов, основываясь на ряде примеров, доказал наличие в чеченском и ингушском языках окаменелого классного показателя, что подтверждает родство этих языков с другими кавказскими языками.
В 1933 году Институт востоковедения АН СССР издал ряд арабских документов имама Шамиля. Впоследствии стало известно и о других аналогичных документах. Мальсагов по собственной инициативе прислал в Институт востоковедения фотографии пяти арабских писем Шамиля, хранившихся в Северо-Осетинском музее в Орджоникидзе. Они были введены в научный оборот в 1945 году в статье И. Г. Крачковского и А. Н. Генко «Арабские письма Шамиля в Северо-Осетии».
Как директор Чечено-Ингушского НИИ, Мальсагов принимал участие в проходившей в 1934 году в Грозном первой Чечено-Ингушской конференции по языковому строительству, где обсуждались вопросы о нормах общеписьменного языка, унифицированной орфографии, о единой терминологии, историческом развитии единого языка и т. д. По итогу конференции была подготовлена грамматика чечено-ингушского языка и постановлено создать комиссию по разработке вопросов единого чечено-ингушского алфавита и терминологии.
На заседании Ингушского НИИ краеведения в городе Орджоникидзе (Владикавказ), проходившего в апреле 1935 года, Мальсагов посвятил свой доклад устной народной поэзии чеченцев и ингушей. После оформления этого доклада в виде статьи под названием «Чеченский народный стих», она была опубликована в 1936 году, то есть после смерти её автора. По мнению М. Дж. Яндиевой, работа является первым исследованием в области чеченского и ингушского фольклоров, а анализ стихосложения героико-эпических песен «илли» она считает классическим. По словам Яндиевой, Мальсагов установил ритмическую связь с русскими диалектными стихами вроде стихотворения М. Ю. Лермонтова «Тучи». Благодаря этому, из чечено-ингушского стихосложения были выяснены главные её принципы, и был открыт путь к «восприятию опыта русского стихотворства». Кроме того, Мальсагов, семантически и структурно изучив «назма», «дзикр», «илли», «йир», сделал из них понятия жанровые, что и утвердилось в научной (литературоведческой) среде. Одновременно автор с теоретической точки зрения объяснил стопу в народном стихе.
Под руководством языковеда Н. Ф. Яковлева, Мальсагов участвовал в научных экспедициях 1920—1922-х годов и 1927 года, проходивших на территории бывших Джераховского и Мецхальского обществ Ингушетии. Так, он участвовал в экспедиции, проведённой сотрудниками Ингушского НИИ краеведения в июле 1927 года в Джейраховское ущелье Горной Ингушетии. По словам участника экспедиции И. Н. Бороздина, Мальсагов собрал большое количество материала, записывая ингушские слова и делая различные систематические опросы жителей горских селений. «Население, включая и стариков, являющихся носителями традиций, охотно делилось нужными сведениями и вообще очень приветливо и радушно относилось ко всем участникам экспедиции», — вспоминал Бороздин. Сам же Мальсагов сообщал в газете «Сердало» за август 1927 года, что Х. Б. Ахриевым и им был собран многочисленный материал для ингушского словаря, записаны местные фамильные легенды, пословицы и поговорки. По итогу экспедиции были получены 120 фотографических снимков, зарисовок и большая коллекция предметов домашнего обихода, как, например, старый плуг, ткацкий станок, маслобойка и т. д.
Как хорошего языковеда, облисполком Ингушской АО в 1928 году отправил Мальсагова в командировку в Турцию с целью изучения словесности орстхойцев, переселившихся туда во второй половине XIX века. Под руководством профессора Л. П. Семёнова, Мальсагов активно участвовал в археолого-этнографических экспедициях в горную и плоскостную Ингушетию в 1925—1932-х годах.
С целью изучения и научного осмысления истории, языка и культуры бацбийцев Мальсагов участвовал в экспедиции в Горную Тушетию в 1932 году. В результате он записал 34 песни, загадки, материалы о происхождении бацбийцев, хронологические термины и термины скотоводства, спряжение пяти наиболее употребительных глаголов с примерами.
Ряд работ Мальсагова остались незавершёнными, среди них «Записки по бацбийскому языку» и «Ауховский (аккинский) диалект», написанные им на основе материалов научных экспедиций. В «Очерке аккинского (ауховского) языка» (1936) Мальсагов сближает ауховский диалект с чеченским языком. Однако, подробно рассматривая языковые явления ауховского диалекта, он приходит к выводу о необходимости выделения его «в качестве самостоятельного диалектального целого, наряду с ингушским и чеченским». Мальсагов детально изучил звуковой состав ауховского диалекта, описал явления в области вокализма и консонантизма, рассмотрел номинальную классификацию ауховского диалекта.

## Литературная деятельность
В августе 1924 года было создано Ингушское литературное общество, первым председателем которого был он с 1926 года. Мальсагов вновь стал председателем общества после окончания Ленинградского госуниверситета. По мнению А. У. Мальсагова, З. К. Мальсагов сделал многое для воспитания нового поколения ингушских писателей.
В 1923 году было опубликовано первое художественное произведение на ингушском языке — «Похищение девицы» («Йоӏ йодаяр»), являющееся небольшой пьесой, описывающей ингушскую девушку, пытающуюся, несмотря на желания родителей, устроить свою жизнь по собственному усмотрению. Пьеса много раз ставилась театральными кружками и студиями.

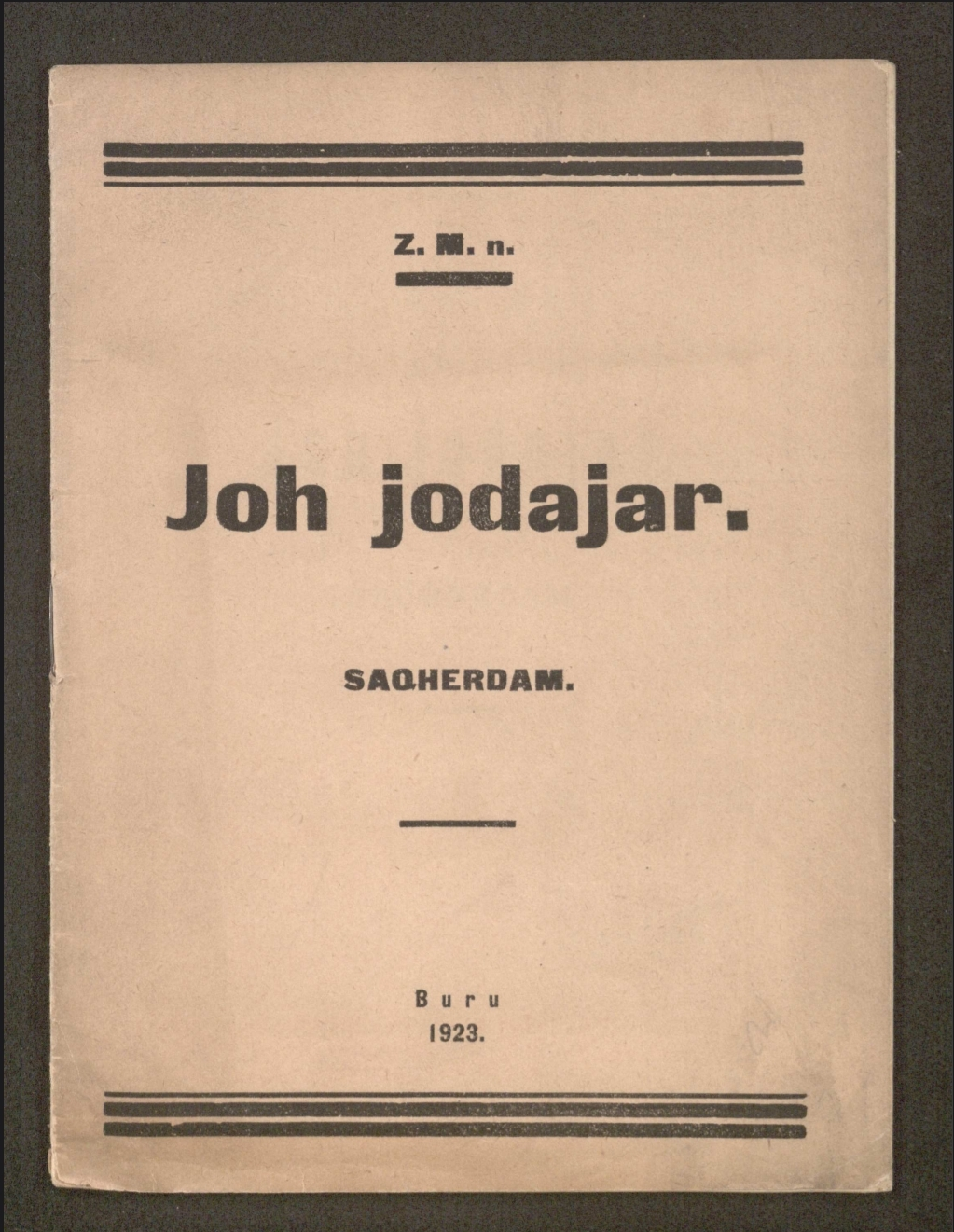
Обложка книги «Похищение девицы» (1923).

По сюжету, бедняк Мухтар желает жениться на возлюбленной девушке Калимат, однако ему мешают отец и брат Джамалдин, которые собираются выдать её за богатого кулака. Джамалдин, узнавший о готовящемся побеге сестры из дома с Мухтаром, по рекомендации своего родственника Османа решает разместить на ночь в комнату Калимат переодетого в женское платье батрака Вано, чтобы он задержал Мухтара, когда тот залезет в окно за сестрой. Мухтар попадает в ловушку и противники должны решить, убить его или отпустить. Однако, с помощью друзей и матери, Калимат выходит замуж за Мухтара.
Литературовед О. А. Мальсагов давал пьесе положительную оценку, считая, что автор — хорошо знавший быт, нравы и язык ингушского народа, убедительно описывал конфликт между поколениями на почве вопроса о праве девушки выбирать себе мужа. О. А. Мальсагов считал, что пьеса написана хорошим литературным языком и легко читается.
Пьеса «Месть» («Пхьа», в соавторстве с И. К. Мальсаговым) написана на ингушском языке, за исключением 3-действия, где появляется горский суд, написанного на русском языке с переводом на ингушский язык. Главный персонаж Муса — крестьянин-бедняк, зарабатывает на продаже скошенного сена. На эти деньги его семья строит планы: купить корову и несколько аршин ситца для порванных штанов сына Султана. Односельчанин Мусы Шовхал Иналов просит Мусу продать ему в долг 5-6 возов сена, но Муса отказывается, так как сам нуждается в сене. Шовхал возмущён и угрожает напомнить ему этот отказ. В ту же ночь у Мусы со двора пропадает лошадь. Муса подозревает Шовхала и требует лошадь, но Шовхал отвечает грубым отказом. Происходит конфликт, во время которого, защищаясь, Муса убивает Шовхала. Дело доходит до суда, где Мусу осуждают на 10 лет каторжных работ. Проходит 10 лет. Сын Мусы Султан подрос, ему уже сосватали невесту. Идёт приготовление к свадьбе Султана. В этот же день из Сибири возвращается Муса. На свадьбе все настроены торжественно и радостно. Уже во двор с музыкой привозят невесту, однако вслед за ней четверо человек несут на бурке труп убитого кровниками Султана.
Мальсагов показывает зрителям последствия кровной мести, которая принесла глубокую трагедию семьи Мусы: тяжёлые моральные и материальные лишения, и смерть ни в чём неповинного Султана. По мнению О. А. Мальсагова, пьесы «Похищение девицы» и «Месть» сыграли важную роль в создании ингушского национального театра. А по мнению Л. П. Семёнова, произведения положили начало ингушского театра.
После смерти Мальсагова в его архиве обнаружили переводы произведений М. Ю. Лермонтова «Тучи», «Горные вершины», «Три пальмы», «Утёс» и других, которые, по мнению А. У. Мальсагова, свидетельствуют о его способностях и в этой области. В его рукописях была также обнаружена «Рецензия на стихи „Родина“ Х.-Б. Муталиева», написанная в 1934 году, однако неопубликованная. О. А. Мальсагов утверждал в 1959 году, что статья «до сих пор не утратила значения», так как до этого времени имелись лишь две-три работы критического характера с подробным анализом творчества того или иного ингушского писателя. Критик считал, что 3. К. Мальсагов умел отзываться решительно на «все вопросы нашего культурного строительства и давать научно обоснованный, объективный, в то же время товарищеский совет и наставление». Рецензент стремился помочь в исправлении ошибок не только Муталиева, но и других ингушских поэтов.

## Просветительская деятельность
По мнению историков М. Б. Долгиевой и З. Р. Дзуматовой, Мальсагов внёс большой вклад в ликвидацию неграмотности в Ингушетии. В своём докладе на конференции во Владикавказе он рассказал о том, что «первые шаги по ликвидации неграмотности среди ингушского населения уже сделаны» — появился ингушский алфавит на латинской основе и выпущена национальная газета «Сердало».
Историки М. Б. Долгиева и З. Р. Дзуматова считают, что при активном участии Мальсагова были открыты школы в Ингушетии. В 1923—1926-х годах он организовывал ускоренные курсы учителей во многих ингушских селениях: Хамхи, Галашки и др. В 1920-е годы в учреждениях народного образования Ингушетии отсутствовала необходимая учебная литература, письменные принадлежности и многое другое. Мальсагов за короткое время подготовил и издал необходимые для школ учебники, буквари, книги, задачники, пособия на ингушском языке. Как заведующий Ингушского отдела народного образования, Мальсагов посредством Ингоблисполкома проводил конкурсы на лучший букварь и книги для чтения 1—3 классов.
Газета «Сердало», основанная Мальсаговым, публиковала материалы, посвящённые образованию в Ингушетии. Она активно просвещала народ, распространяла ингушскую письменность, призывала молодежь к учёбе, освещала тему создания школ в сёлах. Начиная с марта 1924 года, почти в каждом номере публиковался алфавит с примерами слов на ингушском и русском языках. В статье «Трудовые ингуши», опубликованной в «Сердало», Мальсагов обращался к ингушам:
Сегодня вышел первый номер нашей родной газеты на родном языке, так будем же ценить значение этого дня. Теперь перед нами лежит светлый путь, путь разума. Необъяснимо велика в этом деле роль газеты, выходящей на родном языке.
Как заведующий Ингушским отделом народного образования он через «Сердало» ходатайствовал перед центральными и краевыми органами об увеличении ассигнований на школьное строительство; ходатайствовал о передаче ИнгОНО одного из находящихся во Владикавказе Совкинотеатров; делал отчёты о проделанной работе по заготовке школьной мебели и оборудования для пансионов; о закупке в магазинах Госиздата учебников, тетрадей и карандашей; писал о введении родного языка в школах Назрани, Яндиево, Кескема, Сурхахи, Базоркино, во Владикавказской показательной школе и в Ингушском педагогическом техникуме. Творческая и научная деятельность Мальсагова была направлена на повышение уровня грамотности среди ингушей. Он постоянно смотрел за развитием школьного процесса. С 1924 года Мальсагов числился в составе комиссии по приёму детей в пансион Владикавказской школы.
По мнению историков М. Б. Долгиевой и З. Р. Дзуматовой, Мальсагов внёс большой вклад в основание «Ингушского литературного общества» в 1924 году. За короткое время оно сплотило весь культурный цвет Ингушетии и смогло пробудить среди большого количества населения интерес к родной письменности. Так, лишь за 1925 год Общество выполнило ряд работ по переводу и изданию школьной и научно-популярной литературы, а также создало около 20 печатных листов записей ингушского словесного творчества, на основании которых был издан «Словарь ингушского языка», включавший до 5000 слов. С докладом «О деятельности Ингушского литературного общества» Мальсагов, как член президиума, выступил на «Учредительном съезде Северокавказской горской краеведческой ассоциации», который состоялся в Махачкале в сентябре-октябре 1924 года.

## Личная жизнь
Мальсагов был женат на дочери царского генерала Тонта Укурова — Тамаре, от которой у него в 1923 году родился сын Адиль-Гирей. По словам М. Дж. Яндиевой и А. Газдиева, жена языковеда и драматурга играла одну из главных женских ролей в пьесе М. А. Булгакова «Сыновья муллы». Она пережила депортацию, а до самой своей кончины в 1986 году была доцентом исторического факультета Чечено-Ингушского госуниверситета (ранее педагогический институт) и историком. Сын, желавший поступить в Институт международных отношений и стать дипломатом, умер 27 августа 1943 года во время Великой Отечественной войны в Курской битве. Он был командиром танкового экипажа и старшим сержантом.

## Оценка. Память
Считается первым национальным драматургом ингушей, а также основоположником научного исследования нахских языков. Литературовед А. У. Мальсагов, характеризуя З. К. Мальсагова как учёного, не только приписывал ему место «выдающегося учёного-лингвиста, просветителя, основоположника ингушской советской литературы, но и зачинателя чечено-ингушской фольклористики, литературоведения, языкознания». На основе данных фактов, филологи Н. М. Барахоева и Ф. М. Костоева назвали Мальсагова «отцом ингушской филологии». А. З. Гандалоева пишет о Мальсагове как об основоположнике ингушской письменности. Согласно историкам М. Б. Долгиевой и З. Р. Дзуматовой, Мальсагов «являл собой уникальный тип учёного-энциклопедиста, соединившего в своей исследовательской методологии знания не одной, а нескольких наук, изучающих историю и культуру человечества».
А. Х. Танкиев критиковал Мальсагова за то, что в 1930-е годы он искусственно приблизил лексику ингушского литературного языка с чеченской и ввёл в неё массу чеченизмов, не свойственных ингушскому языку, что вызывает немало проблем по сей день. Это было сделано в рамках консолидации ингушей и чеченцев и создания единого «вайнахского» литературного языка. Вследствие отсутствия встречного движения со стороны чеченского языка, на которое рассчитывал Мальсагов, его планы не имели успеха.
И. Ю. Крачковский и А. Н. Генко посвятили статью «Арабские письма Шамиля в Северо-Осетии» (1945) памяти З. К. Мальсагова. Языковед Д. Д. Мальсагов глубоко уважал З. К. Мальсагова, считая его большим авторитетом. В своей книге «Чечено-ингушская диалектология и пути развития чечено-ингушского литературного (письменного) языка» (1941) учёный написал, что она посвящается «памяти Заурбека Мальсагова, отдавшего все силы и знания делу развития чечено-ингушской культуры».
24 сентября 2019 года в Ингушском НИИ гуманитарных наук прошла международная научно-практическая конференция «Кавказоведение в системе общей культуры и образования», посвященная 125-летию со дня рождения Мальсагова. В ней принимали участие представители научного сообщества и различных государственных учреждений Ингушетии, родственники Мальсагова, преподаватели, студенты и магистранты Ингушского госуниверситета, сотрудники научного института и журналисты.

### Комментарии
1. ↑  Несмотря на название, статья была посвящена проблемам устной народной поэзии чеченцев и ингушей[21][22]. Так, например, касательно особенностей художественного языка народных песен Мальсагов говорил: «<...> здесь мы имеем любопытнейший материал для освещения ряда моментов в изучении нахского языка»[22].

### На русском языке
- Агиева Л. Т. Ингушский научно-исследовательский институт гуманитарных наук им. Ч. Э. Ахриева. 90 лет. — Ростов н/Д.: ИнгНИИ, 2016. — 144 с. — ISBN 978-5-98864-090-5.
- Ахриева Р. Жизнь, как подвиг // «Ингушетия»  / Гл. ред.: А. Ю. Гадаборшев. — 2008. — 20 декабря (№ 150). — С. 1—2.
- Барахоева Н. М., Костоева Ф. М. Вклад З. К. Мальсагова в развитие и изучение ингушского языка // «Кавказоведение в системе общей культуры и образования» (к 125-летию со дня рождения ученого-языковеда, просветителя и драматурга З. К. Мальсагова): Материал Международной научно-практической конференции, 24—25 сентября 2019 г. / Ред.: Х. А. Накостоев. — Назрань: ООО «Кеп», 2019. — С. 14—21. — 260 с. — ISBN 978-5-4482-0058-8.
- Бороздин И. Н. В Горной Ингушетии // Новый Восток. — 1928. — № 20/21. — С. 309—323.
- Гандалоева А. З. Заурбек Куразович Мальсагов — основоположник ингушской письменности // «Кавказоведение в системе общей культуры и образования» (к 125-летию со дня рождения ученого-языковеда, просветителя и драматурга З. К. Мальсагова): Материал Международной научно-практической конференции, 24—25 сентября 2019 г. / Ред.: Х. А. Накостоев. — Назрань: ООО «Кеп», 2019. — С. 21—26. — 260 с. — ISBN 978-5-4482-0058-8.
- Долгиева М. Б., Дзуматова З. Р. Просветительская деятельность З. К. Мальсагова // «Кавказоведение в системе общей культуры и образования» (к 125-летию со дня рождения ученого-языковеда, просветителя и драматурга З. К. Мальсагова): Материал Международной научно-практической конференции, 24—25 сентября 2019 г. / Ред.: Х. А. Накостоев. — Назрань: ООО «Кеп», 2019. — С. 32—39. — 260 с. — ISBN 978-5-4482-0058-8.
- Дахкильгов И. А. Ингушская литература (период развития до 40-х годов) / Ред. А. А. Зязиков. — Грозный: ЧИКИ, 1975. — 184 с. — 1000 экз.
- Евлоева А. М. Зарождение ингушской драматургии (драматургическое творчество З. К. Мальсагова) // «Кавказоведение в системе общей культуры и образования» (к 125-летию со дня рождения ученого-языковеда, просветителя и драматурга З. К. Мальсагова): Материал Международной научно-практической конференции, 24—25 сентября 2019 г. / Ред.: Х. А. Накостоев. — Назрань: ООО «Кеп», 2019. — С. 45—50. — 260 с. — ISBN 978-5-4482-0058-8.
- Крачковский И. Ю., Генко А. Н. Арабские письма Шамиля в Северо-Осетии // Советское востоковедение / Ред.: А. П. Баранников, И. Ю. Крачковский, А. А. Петров. — М.—Л.: Изд-во АН СССР, 1945. — Т. III. — С. 36—58. — 302 с. — 2000 экз.
- Мальсагов А. У. Зарождение ингушской поэзии. Т. Беков // Известия ЧИНИИИЯЛ / Отв. ред.: В. И. Харчевников. — Грозный : ЧИКИ, 1968. — Т. 5, вып. 3. Литературоведение. — С. 26—49. — 165 с. — 600 экз.
- Мальсагов А. У. Мальсагов Заурбек Куразович // Писатели советской Чечено-Ингушетии / А. У. Мальсагов, Х. В. Туркаев. — Грозный: ЧИКИ, 1969. — С. 66—70. — 146 с. — 2000 экз.
- Мальсагов О. А. Общественно-литературная деятельность Заурбека Куразовича Мальсагова // Известия ЧИНИИИЯЛ / Ред.: А.-Х. А. Саламов, М. Д. Чентиева, Х. Д. Ошаев. — Грозный : Изд-во «Грозненский рабочий», 1959. — Т. 2, вып. 3. Литература. — С. 93—107. — 172 с. — 1000 экз.
- Мальсагова М. И. З. К. Мальсагов и политика языкового строительства СССР // «Кавказоведение в системе общей культуры и образования» (к 125-летию со дня рождения ученого-языковеда, просветителя и драматурга З. К. Мальсагова): Материал Международной научно-практической конференции, 24—25 сентября 2019 г. / Ред.: Х. А. Накостоев. — Назрань: ООО «Кеп», 2019. — С. 94—103. — 260 с. — ISBN 978-5-4482-0058-8.
- Матиев М. А. Вклад З. К. Мальсагова в развитие ингушской фольклористики // «Кавказоведение в системе общей культуры и образования» (к 125-летию со дня рождения ученого-языковеда, просветителя и драматурга З. К. Мальсагова): Материал Международной научно-практической конференции, 24—25 сентября 2019 г. / Ред.: Х. А. Накостоев. — Назрань: ООО «Кеп», 2019. — С. 121—124. — 260 с. — ISBN 978-5-4482-0058-8.
- Ошаев Х. Д. К вопросу о рудиментарных классных показателях в чеченском и ингушском языках // Известия ЧИНИИИЯЛ  / Ред.: А.-Х. А. Саламов, М. Д. Чентиева, Х. Д. Ошаев. — Грозный: Тип. им. 11 августа 1918 г., 1959. — Т. 1, вып. 2. Языкознание. — С. 182—206.
- Семёнов Л. П. Обзор русской этнографической литературы о Кавказе // Этнография  / Отв. ред. С. Ф. Ольденбург. — М.—Л.: Госиздат, 1929. — № 1, Кн. VII. — С. 144—164.
- Семёнов Л. П. Мальсагов // Литературная энциклопедия : [В 11 т., 1929—1939]. — М. : ОГИЗ РСФСР; СЭ, 1932. — Т. 6. — Стб. 747—748.
- Танкиев А. Х. Эздел — ингушская этика / Науч. ред.: М. М. Зязиков. — Магас: Сердало, 2007. — 486 с. — ISBN 978-5-94452-077-7.
- Харсиев Б. М.-Г. К вопросу о проблемах ингушского литературного языка. Советский опыт унификации письменности // Вестник ИНИИГН  / Гл. ред.: Б. М.-Г. Харсиев. — Магас, 2024. — № 1. — С. 95—100.
- ЧИНИИИЯЛ. Предисловие // Грамматика ингушского языка / Ред.: Ф. Г. Оздоева; ЧИНИИИЯЛ при Совете министров ЧИАССР. — 2-е. — Грозный: ЧИКИ, 1963. — Т. V. — С. 3—4. — 164 с. — (Труды). — 600 экз.
- Шнирельман В. А. Быть аланами: интеллектуалы и политика на Северном Кавказе в XX веке / Ред. серии: И. Калинин. — М.: НЛО, 2006. — 696 с. — 1500 экз. — ISBN 5-86793-406-3.
- Яндиева-Албагачиева М. Дж. Заурбек Куразович Мальсагов // «Сердало»  / Гл. ред.: М. С. Барахоев. — Грозный: Изд-во «Грозненский рабочий», 1994. — 1 июля (№ 23). — С. 3.

### На ингушском языке
- Дахкильгов И. А. Гӏалгӏай говзаме литература :  [ингуш.] / Рец.: М. Матиев, А. Евлоева. — Нальчик : ГП КБР РПК, 2009. — 608 с. : ил. — 1000 экз. — ISBN 978-5-9996-0018-9.